# 加藤麻里
加藤 麻里（かとう まり、1968年12月1日 - ）は、日本のファッションモデル、女優。神奈川県。身長166cm、B81 W61 H83、靴のサイズは24.5cm。クラージュ所属（過去にはアオイコーポレーションに所属）。

## 来歴・人物
神奈川県立市ケ尾高等学校在学中の1985年に『ミスハイスクールDJ』（文化放送）の準グランプリに選ばれる。モデルとして雑誌・CM等に多数出演するほか、『はみだし刑事情熱系』への出演など女優としても活動している。
特技はスキー・スノーボード・ローラーブレード・ボディーボード。

## 出演

### テレビドラマ
- チョッちゃん（1987年、NHK） - 石野スズ 役
- 少女コマンドーIZUMI（1987年、フジテレビ） - 武藤萌 役
- 花のあすか組! 第1話「少女戦国に嵐吹く!」 - 第3話「はぐれスケ番ミコ」（1988年、フジテレビ） - 紅 役
- カイワレ族の戦い（1988年、NHK） - 石川陽子 役
- 総務部総務課山口六平太（1988年、NHK） - 章子 役
- じゃあまん探偵団 魔隣組 第42話「戦国紅葉伝説」（1988年、フジテレビ） - 紅葉御方 役
- 輝け隣太郎（1995年、TBS） - 岡部薫 役
- はみだし刑事情熱系（1996年 - 2004年、テレビ朝日） - 行沢正美 役
- 西村京太郎トラベルミステリー33 秋田新幹線こまち殺人事件（1999年、テレビ朝日） - 楠ゆきえ 役

### 情報・バラエティ
- オイシイのが好き!（1996年、テレビ愛知）

### 映画
- 湘南爆走族（1987年） - 横浜御伽 城崎奈美（挺士の妹）役

### ラジオ
- ミスハイスクールDJ（1985年10月 - 1986年4月、文化放送）

### CM
- アメリカン・エキスプレス
- キヤノン EOS
- ミニストップ おはようピザ編（1989年）
- キッコーマン 焼酎トライアングル（1994年） - 石橋凌と共演
- 象印 ランチボックス
- 東京ガス 乾太君
- 全日空（1996年）
- サッポロビール ヱビスビール（1996年）

### 雑誌
- JJ - 専属（1988年 -1992年）
- With
- VERY
- CLASSY.
- 他